# Miloš Degenek
Miloš Degenek (in serbo Милош Дегенек?; Tenin, 28 aprile 1994) è un calciatore australiano con cittadinanza serba, difensore del TSC Bačka Topola e della nazionale australiana.

## Biografia
Nasce a Tenin durante la Guerra d'indipendenza croata da genitori serbi. In seguito alla caduta della Repubblica Serba di Krajina, nel 1995 la famiglia fugge a Aranđelovac, in Serbia, e quindi nel 2000 in Australia grazie uno speciale programma della Croce Rossa riservato agli atleti (il padre Dušan fu un discreto mezzofondista).

## Carriera

### Club
Ha giocato nel campionato tedesco sino al 26 gennaio 2017, giorno in cui si è trasferito agli Yokohama F Marinos in Giappone.

### Nazionale
Nato in Croazia, ha rappresentato la nazionale serba solo con la maglia dell'Under-19, prima di decidere di vestire i colori della nazionale australiana, con la quale ha esordito ufficialmente nel 2016.
Viene convocato dall'Australia per i Mondiali 2018, dove non gioca nessuna delle tre partite disputate dalla Nazionale australiana, eliminata al primo turno.

## Statistiche

### Presenze e reti nei club
Statistiche aggiornate al 30 ottobre 2024.
| Stagione                  | Squadra                   | Campionato                | Campionato | Campionato | Coppe nazionali | Coppe nazionali | Coppe nazionali | Coppe continentali | Coppe continentali | Coppe continentali | Altre coppe | Altre coppe | Altre coppe | Totale | Totale |
| Stagione                  | Squadra                   | Comp                      | Pres       | Reti       | Comp            | Pres            | Reti            | Comp               | Pres               | Reti               | Comp        | Pres        | Reti        | Pres   | Reti   |
| ------------------------- | ------------------------- | ------------------------- | ---------- | ---------- | --------------- | --------------- | --------------- | ------------------ | ------------------ | ------------------ | ----------- | ----------- | ----------- | ------ | ------ |
| 2013-2014                 | Stoccarda II              | 3L                        | 9          | 0          | -               | -               | -               | -                  | -                  | -                  | -           | -           | -           | 9      | 0      |
| 2015-2016                 | Monaco 1860               | ZL                        | 25         | 1          | CG              | 3               | 0               | -                  | -                  | -                  | -           | -           | -           | 28     | 1      |
| 2016-gen. 2017            | Monaco 1860               | ZL                        | 8          | 0          | CG              | 1               | 0               | -                  | -                  | -                  | -           | -           | -           | 9      | 0      |
| Totale Monaco 1860        | Totale Monaco 1860        | Totale Monaco 1860        | 33         | 1          |                 | 4               | 0               |                    | -                  | -                  |             | -           | -           | 37     | 1      |
| 2017                      | Yokohama F·Marinos        | J1                        | 25         | 0          | CG+CdL          | 2+1             | 0               | -                  | -                  | -                  | -           | -           | -           | 28     | 0      |
| 2018                      | Yokohama F·Marinos        | J1                        | 12         | 2          | CG+CdL          | 0+3             | 1               | -                  | -                  | -                  | -           | -           | -           | 15     | 3      |
| Totale Yokohama F·Marinos | Totale Yokohama F·Marinos | Totale Yokohama F·Marinos | 37         | 2          |                 | 6               | 1               |                    | -                  | -                  |             | -           | -           | 43     | 3      |
| 2018-gen. 2019            | Stella Rossa              | SL                        | 20         | 0          | CS              | 0               | 0               | UCL                | 13                 | 0                  | -           | -           | -           | 33     | 0      |
| gen.-giu. 2019            | Al-Hilal                  | SPL                       | 11         | 0          | KC              | 2               | 0               | ACL                | 5                  | 0                  | -           | -           | -           | 18     | 0      |
| 2019-2020                 | Stella Rossa              | SL                        | 23         | 0          | CS              | 3               | 0               | UCL                | 11                 | 1                  | -           | -           | -           | 37     | 1      |
| 2020-2021                 | Stella Rossa              | SL                        | 30         | 0          | CS              | 5               | 0               | UCL+UEL            | 3+9                | 0                  | -           | -           | -           | 47     | 0      |
| 2021-gen. 2022            | Stella Rossa              | SL                        | 7          | 0          | CS              | 1               | 0               | UCL+UEL            | 1+6                | 0                  | -           | -           | -           | 15     | 0      |
| 2022                      | Columbus Crew             | MLS                       | 28         | 0          | USOC            | 0               | 0               | -                  | -                  | -                  | -           | -           | -           | 17     | 0      |
| 2023                      | Columbus Crew             | MLS                       | 12         | 0          | USOC            | 1               | 0               | -                  | -                  | -                  | -           | -           | -           | 13     | 0      |
| Totale Columbus Crew      | Totale Columbus Crew      | Totale Columbus Crew      | 40         | 0          |                 | 1               | 0               |                    | -                  | -                  |             | -           | -           | 41     | 0      |
| 2023-2024                 | Stella Rossa              | SL                        | 6          | 0          | CS              | 1               | 0               | UCL                | 1                  | 0                  | -           | -           | -           | 8      | 0      |
| 2024-2025                 | Stella Rossa              | SL                        | 0          | 0          | CS              | 1               | 0               | UCL                | 0                  | 0                  | -           | -           | -           | 1      | 0      |
| Totale Stella Rossa       | Totale Stella Rossa       | Totale Stella Rossa       | 86         | 0          |                 | 11              | 0               |                    | 44                 | 1                  |             | -           | -           | 141    | 1      |
| Totale carriera           | Totale carriera           | Totale carriera           | 216        | 3          |                 | 24              | 1               |                    | 49                 | 1                  |             | -           | -           | 289    | 5      |

### Cronologia presenze e reti in nazionale
| Cronologia completa delle presenze e delle reti in nazionale ― Australia | Cronologia completa delle presenze e delle reti in nazionale ― Australia | Cronologia completa delle presenze e delle reti in nazionale ― Australia | Cronologia completa delle presenze e delle reti in nazionale ― Australia | Cronologia completa delle presenze e delle reti in nazionale ― Australia | Cronologia completa delle presenze e delle reti in nazionale ― Australia | Cronologia completa delle presenze e delle reti in nazionale ― Australia | Cronologia completa delle presenze e delle reti in nazionale ― Australia |
| Data                                                                     | Città                                                                    | In casa                                                                  | Risultato                                                                | Ospiti                                                                   | Competizione                                                             | Reti                                                                     | Note                                                                     |
| ------------------------------------------------------------------------ | ------------------------------------------------------------------------ | ------------------------------------------------------------------------ | ------------------------------------------------------------------------ | ------------------------------------------------------------------------ | ------------------------------------------------------------------------ | ------------------------------------------------------------------------ | ------------------------------------------------------------------------ |
| 27-5-2016                                                                | Sunderland                                                               | Inghilterra                                                              | 2 – 1                                                                    | Australia                                                                | Amichevole                                                               | -                                                                        | 74’                                                                      |
| 4-6-2016                                                                 | Sydney                                                                   | Australia                                                                | 1 – 0                                                                    | Grecia                                                                   | Amichevole                                                               | -                                                                        |                                                                          |
| 7-6-2016                                                                 | Melbourne                                                                | Australia                                                                | 1 – 2                                                                    | Grecia                                                                   | Amichevole                                                               | -                                                                        | 66’                                                                      |
| 1-9-2016                                                                 | Perth                                                                    | Australia                                                                | 2 – 0                                                                    | Iraq                                                                     | Qual. Mondiali 2018                                                      | -                                                                        |                                                                          |
| 15-11-2016                                                               | Bangkok                                                                  | Thailandia                                                               | 2 – 2                                                                    | Australia                                                                | Qual. Mondiali 2018                                                      | -                                                                        |                                                                          |
| 23-3-2017                                                                | Baghdad                                                                  | Iraq                                                                     | 1 – 1                                                                    | Australia                                                                | Qual. Mondiali 2018                                                      | -                                                                        |                                                                          |
| 28-3-2017                                                                | Sydney                                                                   | Australia                                                                | 2 – 0                                                                    | Emirati Arabi Uniti                                                      | Qual. Mondiali 2018                                                      | -                                                                        |                                                                          |
| 8-6-2017                                                                 | Sydney                                                                   | Australia                                                                | 3 – 2                                                                    | Arabia Saudita                                                           | Qual. Mondiali 2018                                                      | -                                                                        |                                                                          |
| 13-6-2017                                                                | Melbourne                                                                | Australia                                                                | 0 – 4                                                                    | Brasile                                                                  | Amichevole                                                               | -                                                                        |                                                                          |
| 19-6-2017                                                                | Soči                                                                     | Australia                                                                | 2 – 3                                                                    | Germania                                                                 | Conf. Cup 2017 - 1º turno                                                | -                                                                        |                                                                          |
| 22-6-2017                                                                | San Pietroburgo                                                          | Camerun                                                                  | 1 – 1                                                                    | Australia                                                                | Conf. Cup 2017 - 1º turno                                                | -                                                                        |                                                                          |
| 5-9-2017                                                                 | Melbourne                                                                | Australia                                                                | 2 – 1                                                                    | Thailandia                                                               | Qual. Mondiali 2018                                                      | -                                                                        |                                                                          |
| 5-10-2017                                                                | Malacca                                                                  | Siria                                                                    | 1 – 1                                                                    | Australia                                                                | Qual. Mondiali 2018                                                      | -                                                                        | 48’                                                                      |
| 10-10-2017                                                               | Sydney                                                                   | Australia                                                                | 2 – 1 dts                                                                | Siria                                                                    | Qual. Mondiali 2018                                                      | -                                                                        |                                                                          |
| 10-11-2017                                                               | San Pedro Sula                                                           | Honduras                                                                 | 0 – 0                                                                    | Australia                                                                | Qual. Mondiali 2018                                                      | -                                                                        | 84’                                                                      |
| 23-3-2018                                                                | Oslo                                                                     | Norvegia                                                                 | 4 – 1                                                                    | Australia                                                                | Amichevole                                                               | -                                                                        |                                                                          |
| 27-3-2018                                                                | Londra                                                                   | Colombia                                                                 | 0 – 0                                                                    | Australia                                                                | Amichevole                                                               | -                                                                        |                                                                          |
| 1-6-2018                                                                 | Sankt Pölten                                                             | Australia                                                                | 4 – 0                                                                    | Rep. Ceca                                                                | Amichevole                                                               | -                                                                        | 76’                                                                      |
| 20-11-2018                                                               | Sydney                                                                   | Australia                                                                | 3 – 0                                                                    | Libano                                                                   | Amichevole                                                               | -                                                                        |                                                                          |
| 30-12-2018                                                               | Dubai                                                                    | Oman                                                                     | 0 – 5                                                                    | Australia                                                                | Amichevole                                                               | 1                                                                        |                                                                          |
| 6-1-2019                                                                 | al-'Ayn                                                                  | Australia                                                                | 0 – 1                                                                    | Giordania                                                                | Coppa d'Asia 2019 - 1º turno                                             | -                                                                        |                                                                          |
| 11-1-2019                                                                | Dubai                                                                    | Palestina                                                                | 0 – 3                                                                    | Australia                                                                | Coppa d'Asia 2019 - 1º turno                                             | -                                                                        |                                                                          |
| 15-1-2019                                                                | al-'Ayn                                                                  | Australia                                                                | 2 – 2                                                                    | Siria                                                                    | Coppa d'Asia 2019 - 1º turno                                             | -                                                                        | 82’                                                                      |
| 21-1-2019                                                                | al-'Ayn                                                                  | Australia                                                                | 0 – 0 dts (4 – 2 dtr)                                                    | Uzbekistan                                                               | Coppa d'Asia 2019 - Ottavi di finale                                     | -                                                                        |                                                                          |
| 25-1-2019                                                                | al-'Ayn                                                                  | Emirati Arabi Uniti                                                      | 1 – 0                                                                    | Australia                                                                | Coppa d'Asia 2019 - Quarti di finale                                     | -                                                                        |                                                                          |
| 10-9-2019                                                                | Al Kuwait                                                                | Kuwait                                                                   | 0 – 3                                                                    | Australia                                                                | Qual. Mondiali 2022                                                      | -                                                                        |                                                                          |
| 15-10-2019                                                               | Kaohsiung                                                                | Taipei cinese                                                            | 1 – 7                                                                    | Australia                                                                | Qual. Mondiali 2022                                                      | -                                                                        |                                                                          |
| 14-11-2019                                                               | Amman                                                                    | Giordania                                                                | 0 – 1                                                                    | Australia                                                                | Qual. Mondiali 2022                                                      | -                                                                        |                                                                          |
| 3-6-2021                                                                 | Al Kuwait                                                                | Australia                                                                | 3 – 0                                                                    | Kuwait                                                                   | Qual. Mondiali 2022                                                      | -                                                                        |                                                                          |
| 11-6-2021                                                                | Al Kuwait                                                                | Nepal                                                                    | 0 – 3                                                                    | Australia                                                                | Qual. Mondiali 2022                                                      | -                                                                        |                                                                          |
| 15-6-2021                                                                | Al Kuwait                                                                | Australia                                                                | 1 – 0                                                                    | Giordania                                                                | Qual. Mondiali 2022                                                      | -                                                                        |                                                                          |
| 11-11-2021                                                               | Sydney                                                                   | Australia                                                                | 0 – 0                                                                    | Arabia Saudita                                                           | Qual. Mondiali 2022                                                      | -                                                                        | 78’                                                                      |
| 16-11-2021                                                               | Sharjah                                                                  | Cina                                                                     | 1 – 1                                                                    | Australia                                                                | Qual. Mondiali 2022                                                      | -                                                                        | 90+5’                                                                    |
| 27-1-2022                                                                | Melbourne                                                                | Australia                                                                | 4 – 0                                                                    | Vietnam                                                                  | Qual. Mondiali 2022                                                      | -                                                                        |                                                                          |
| 1-2-2022                                                                 | Mascate                                                                  | Oman                                                                     | 2 – 2                                                                    | Australia                                                                | Qual. Mondiali 2022                                                      | -                                                                        |                                                                          |
| 24-3-2022                                                                | Sydney                                                                   | Australia                                                                | 0 – 2                                                                    | Giappone                                                                 | Qual. Mondiali 2022                                                      | -                                                                        |                                                                          |
| 7-6-2022                                                                 | Ar Rayyan                                                                | Emirati Arabi Uniti                                                      | 1 – 2                                                                    | Australia                                                                | Qual. Mondiali 2022                                                      | -                                                                        | 90+1’                                                                    |
| 22-9-2022                                                                | Brisbane                                                                 | Australia                                                                | 1 – 0                                                                    | Nuova Zelanda                                                            | Amichevole                                                               | -                                                                        |                                                                          |
| 22-11-2022                                                               | Al Wakrah                                                                | Francia                                                                  | 4 – 1                                                                    | Australia                                                                | Mondiali 2022 - 1º turno                                                 | -                                                                        | 85’                                                                      |
| 26-11-2022                                                               | Al Wakrah                                                                | Tunisia                                                                  | 0 – 1                                                                    | Australia                                                                | Mondiali 2022 - 1º turno                                                 | -                                                                        | 75’                                                                      |
| 30-11-2022                                                               | Al Wakrah                                                                | Australia                                                                | 1 – 0                                                                    | Danimarca                                                                | Mondiali 2022 - 1º turno                                                 | -                                                                        | 57’                                                                      |
| 3-12-2022                                                                | Al Rayyan                                                                | Argentina                                                                | 2 – 1                                                                    | Australia                                                                | Mondiali 2022 - Ottavi di finale                                         | -                                                                        | 38’ 72’                                                                  |
| 24-3-2023                                                                | Sydney                                                                   | Australia                                                                | 3 – 1                                                                    | Ecuador                                                                  | Amichevole                                                               | -                                                                        |                                                                          |
| 28-3-2023                                                                | Melbourne                                                                | Australia                                                                | 1 – 2                                                                    | Ecuador                                                                  | Amichevole                                                               | -                                                                        |                                                                          |
| 9-9-2023                                                                 | Arlington                                                                | Messico                                                                  | 2 – 2                                                                    | Australia                                                                | Amichevole                                                               | -                                                                        | 88’                                                                      |
| 20-3-2025                                                                | Sydney                                                                   | Australia                                                                | 5 – 1                                                                    | Indonesia                                                                | Qual. Mondiali 2026                                                      | -                                                                        | 87’                                                                      |
| 25-3-2025                                                                | Hangzhou                                                                 | Cina                                                                     | 0 – 2                                                                    | Australia                                                                | Qual. Mondiali 2026                                                      | -                                                                        |                                                                          |
| 5-6-2025                                                                 | Perth                                                                    | Australia                                                                | 1 – 0                                                                    | Giappone                                                                 | Qual. Mondiali 2026                                                      | -                                                                        |                                                                          |
| 10-6-2025                                                                | Gedda                                                                    | Arabia Saudita                                                           | 1 – 2                                                                    | Australia                                                                | Qual. Mondiali 2026                                                      | -                                                                        |                                                                          |
| Totale                                                                   |                                                                          | Presenze                                                                 | 49                                                                       |                                                                          | Reti                                                                     | 1                                                                        |                                                                          |

## Palmarès

### Club

#### Competizioni nazionali
- Campionato serbo: 3

Stella Rossa: 2019-2020, 2020-2021, 2023-2024
- Coppa di Serbia: 2

Stella Rossa: 2020-2021, 2023-2024